# Georgios Karatzaferis
Georgios Karatzaferis (en griego: Γεώργιος Καρατζαφέρης; nacido el 11 de agosto de 1947) es un político griego, exmiembro el Consejo de los Helenos y expresidente de la Concentración Popular Ortodoxa. Anteriormente, Karatzaferis fue miembro del partido de derecha liberal-conservador Nueva Democracia. Es un exdiputado al Parlamento Europeo y exvicepresidente del Grupo Independencia/Democracia. Sus visiones del partido, ideas y sus campañas electorales son a menudo retransmitidas y promovidas por el canal de televisión griego privado TeleAsty (ex-Telecity), del cual es fundador y dueño. Sus ideas del partido también son difundidas en el semanario del partido, A1.

## Biografía y carrera
Nació en 1947. En 1977 fundó el cuerpo publicitario R.TV.P.R. AE y creó la Critica a vídeos de prensa y televisión en 1983. En 1990, estableció las estaciones radiofónicas y televisivas Radio City y TeleAsty (el último era inicialmente conocido como TeleCity).[cita requerida]
Recibió un diploma con honores de la Escuela de Periodismo de Londres en 1994. Fue editor del periódico Alpha Ena en 2000. A inicios de los años ochenta fue también columnista para Nea Poreia, la publicación oficial de la organización política a la cual perteneció y representó como parlamentario. También escribió contribuciones a periódicos como Eleftheros, Apogevmatini, y Eleftheros Typos. En 2005,  fundó  la Academy of Communications Studies en Atenas.[cita requerida]
Como miembro del Consejo de los Helenos, sus responsabilidades incluyeron la presidencia del Comité de Vigilancia Parlamentaria, el Comité del Orden público y la Prensa y Comité de Medios de comunicación masivos (1993–2000). Fue miembro de los Comités en Asuntos Exteriores y Administración Pública (1993–2004), Miembro del Comité de Protección de la Comunicación Nacional''Confidencialidad y Vicepresidente de la Asociación de Amistad greco-española (1999).[cita requerida]

## Controversia
En distintas declaraciones polémicas, Georgios Karatzaferis ha cuestionado públicamente porqué los judíos no "fueron a trabajar en el 9/11", sugiriendo que se les advirtió dejar el World Trade Center antes del atentado. Desafió al embajador de Israel en Grecia a discutir el tema "el mito del Holocausto, en Auschwitz y en Dachau" y en 2001 declaró que "los judíos no tienen ninguna legitimidad para hablar en Grecia y provocar al mundo político. Su descaro es grosero".

## Libros
Karatzaferis es también el autor de cinco libros las cuales son las siguientes:
- Το Μοντέλο της Δημοκρατίας - El modelo de la Democracia
- Η Γυναίκα Σήμερα - La mujer de Hoy
- Η Λιάνη στηρίζει την Unλλαγή - Liani apoya el Cambio[3]
- Αγώνες και Αγωνίες της δεκαετίας 1990-2000 - Luchas y Agonías de la década de 1990–2000
- Βίοι Αγίων - Biografías de Santos
- Η Λευκή Βίβλος - La Biblia Blanca